# 過勞
過勞（Overwork）指表示工作過度勞累、工作量太多或是工時太長的情形，也和工作者的工作量超過其能力有關，常會造成生理及心理的相關疾病。

## 定義
強制性的加班一般會定義為工作者強迫每週工作超過40小時，且「雇主用失業的威脅來威脅工作者加班，或是用其他的方式來威脅工作者，例如給予降級，或是給予較不感興趣的工作」。

## 影響

### 心理
過勞本身就是壓力源。若工作者持續有要及時完成工作、處理繁重的工作，並且維持生產力的壓力，這會引發慢性的壓力反應。長久暴露在壓力下會讓人有許多生理和心理的問題，例如焦慮、睡眠障礙、抑鬱、職業倦怠等。
加長工時可能會因為疲勞、注意力不集中等原因而讓生產力下降。

## 治理及政策訂定者
國際勞工組織一直在關注過勞的議題。

## 延伸閱讀
- Blaug R, Kenyon A, Lekhi R.  (PDF). www.theworkfoundation.com.   [June 8, 2015]. （原始内容存档 (PDF)于2016-05-06）.
- de Graaf J.  (PDF). www.hofstra.edu. Berrett-Koehler Publishers, Inc.   [May 9, 2015]. （原始内容存档 (PDF)于2021-10-03）.
- Madden K. . CNN.   [June 5, 2015]. （原始内容存档于2021-09-01）.
- . www.birketts.co.uk.   [June 14, 2015]. （原始内容存档于2016-03-12）.
- . BBC. May 17, 2021  [May 17, 2021]. （原始内容存档于2021-12-12）.